# Dendrobium erostelle
Dendrobium erostelle là một loài thực vật có hoa trong họ Lan. Loài này được Seidenf. mô tả khoa học đầu tiên năm 1985.